# Eumaeus florida
Eumaeus florida är en fjärilsart som beskrevs av Johannes Karl Max Röber 1926. Eumaeus florida ingår i släktet Eumaeus och familjen juvelvingar. Inga underarter finns listade i Catalogue of Life.